# L-371,257
L-371,257 je lek koji se koristi u naučnim istraživanjima. On deluje kao selektivni antagonist oksitocinskog receptora sa preko 800x većom selektivnišću u odnosu na vazopresinske receptore. On je bio jedan od prvih nepeptidnih oksitocinskih antagonista. Ovaj materijal ima dobru oralnu bioraspoloživost i lošu penetraciju kroz krvno-moždanu barijeru što mu daje dobru perifernu selektivnost sa malim brojem centralnih nuspojava. Ovo jedinjenje potencialno može da nađe primenu u sprečavanju preranog porđaja.

## Literatura
1. ↑  Williams, PD; Clineschmidt, BV; Erb, JM; Freidinger, RM; Guidotti, MT; Lis, EV; Pawluczyk, JM; Pettibone, DJ; Reiss, DR (1995). „1-(1-4-(N-acetyl-4-piperidinyl)oxy-2-methoxybenzoylpiperidin-4- yl)-4H-3,1-benzoxazin-2(1H)-one (L-371,257): a new, orally bioavailable, non-peptide oxytocin antagonist”. Journal of Medicinal Chemistry. 38 (23): 4634—6. PMID 7473590. doi:10.1021/jm00023a002.
2. ↑  Bell, IM; Erb, JM; Freidinger, RM; Gallicchio, SN; Guare, JP; Guidotti, MT; Halpin, RA; Hobbs, DW; Homnick, CF (1998). „Development of orally active oxytocin antagonists: studies on 1-(1-4-1-(2-methyl-1-oxidopyridin-3-ylmethyl)piperidin-4-yloxy-2- methoxybenzoylpiperidin-4-yl)-1,4-dihydrobenzd1,3oxazin-2-one (L-372,662) and related pyridines”. Journal of Medicinal Chemistry. 41 (12): 2146—63. PMID 9622556. doi:10.1021/jm9800797.
3. ↑  Kuo, MS; Bock, MG; Freidinger, RM; Guidotti, MT; Lis, EV; Pawluczyk, JM; Perlow, DS; Pettibone, DJ; Quigley, AG (1998). „Nonpeptide oxytocin antagonists: potent, orally bioavailable analogs of L-371,257 containing a 1-R-(pyridyl)ethyl ether terminus”. Bioorganic & medicinal chemistry letters. 8 (21): 3081—6. PMID 9873680. doi:10.1016/S0960-894X(98)00568-X.
4. ↑  Williams, PD; Bock, MG; Evans, BE; Freidinger, RM; Gallicchio, SN; Guidotti, MT; Jacobson, MA; Kuo, MS; Levy, MR (1999). „Nonpeptide oxytocin antagonists: analogs of L-371,257 with improved potency”. Bioorganic & medicinal chemistry letters. 9 (9): 1311—6. PMID 10340620.
5. ↑  Wyatt, PG; Allen, MJ; Chilcott, J; Foster, A; Livermore, DG; Mordaunt, JE; Scicinski, J; Woollard, PM (2002). „Identification of potent and selective oxytocin antagonists. Part 1: indole and benzofuran derivatives”. Bioorganic & medicinal chemistry letters. 12 (10): 1399—404. PMID 11992786. doi:10.1016/S0960-894X(02)00159-2.
6. ↑  Ring, RH; Malberg, JE; Potestio, L; Ping, J; Boikess, S; Luo, B; Schechter, LE; Rizzo, S; Rahman, Z (2006). „Anxiolytic-like activity of oxytocin in male mice: behavioral and autonomic evidence, therapeutic implications”. Psychopharmacology. 185 (2): 218—25. PMID 16418825. doi:10.1007/s00213-005-0293-z.
7. ↑  Hawtin, SR; Ha, SN; Pettibone, DJ; Wheatley, M (2005). „A Gly/Ala switch contributes to high affinity binding of benzoxazinone-based non-peptide oxytocin receptor antagonists”. FEBS letters. 579 (2): 349—56. PMID 15642343. doi:10.1016/j.febslet.2004.10.108.

## Spoljašnje veze
|  | Molimo Vas, obratite pažnju na važno upozorenje u vezi sa temama iz oblasti medicine (zdravlja). |